# Siricius
Svatý Siricius (334 Řím – 26. listopadu 399) byl papežem katolické církve od 11. prosince 384 do 26. listopadu 399. Byl prvním římským biskupem, který oficiálně začal používat titul papež.

## Život
Jeho dopis Himeriovi z Tarragony je nejstarší dochovaný papežský dekret (mimo jiné v něm zakazuje křest na Velikonoce).
Siricius vysvětil roku 390 chrám sv. Pavla za hradbami, který rozšířil císař Valentinianus II. v pětilodní basiliku. Místo posledního odpočinku nalezl v katakombách sv. Priscilly.